# Britanski Togoland
Britanski Togoland bilo je područje pod mandatom Ujedinjenog Kraljevstva kojeg je stvorila Liga naroda, nakon što je njemački protektorat Togoland podijeljen na Francuski Togoland i na Britanski Togoland. Glavni grad ovog područja bio je Ho.
Teritorij Britanskog Togolanda stvoren je nakon podjele Togolanda 27. prosinca 1916. u tijeku Prvog svjetskog rata. Britanske i francuske snage su već držale Togoland pod okupacijom. Nakon rata je 20. srpnja 1922., Liga naroda i službeno ustupila kontrolu nad Britanskim Togolandom Ujedinjenom Kraljevstvu.
Nakon Drugog svjetskog rata, UN je odobrio daljnju upravu nad ovim teritorijem Ujedinjenom Kraljevstvu. Tijekom razdoblja britanske uprave, Britanskim Togolandom se upravljalo kao pridruženim dijelom Zlatne obale, pod nazivom Trans-Volta Togo (TVT).
Godine 1954., britanska je vlada izvijestila UN da će biti nemoguće upravljati ovim teritorijem nakon neovisnosti Gane. Kao odgovor je Generalna skupština UN-a u prosincu 1955. godine, donijela rezoluciju kojom se britanskoj vladi preporuča održavanje referenduma o budućnosti Britanskog Togolanda. Referendum je održan 9. svibnja 1956. pod nadzorom UN-a, a na njemu se 58% glasača odlučilo na integraciju u nezavisnu Zlatnu obalu. Ujedinjenje je provedeno 13. prosinca 1956. godine, čime je stvoren jedinstveni entitet koji je postao nezavisna država Gana u ožujku sljedeće godine.